# Langues khoe-kwadi
Les langues khoe-kwadi ou langues khoïsan centrales sont une famille de langues d'Afrique australe. La famille est composée de deux branches : les langues khoï, et le kwadi, une unique langue éteinte. Comme on n'a pas (encore) pu prouver que d'autres langues sont apparentées à cette famille, il s'agit d'une des familles de langues primaires, au même niveau que la famille indo-européenne par exemple.
En particulier, malgré l'appellation « khoïsan », elles n'ont probablement pas d'origine commune avec les langues kx'a ou les langues tuu, que traditionnellement on a aussi groupées parmi les « langues khoïsan ». Quant à une hypothétique origine commune avec le sandawe, elle n'est pas démontrée.
Parmi les points communs des langues khoe-kwadi, on peut relever l'utilisation de clics, de nombreuses structures grammaticales (y compris le système pronominal), et plusieurs correspondances dans le vocabulaire.

## Classification et répartition géographique
La classification présentée ici suit la base de données Glottolog, qui représente le consensus scientifique.
- Kwadi: éteint, parlé anciennement au sud-ouest de l'Angola.
- Langues khoï :
  - Langues khoïkhoï, parlées en Namibie et en Afrique du Sud.
  - Autres langues khoe, appelées aussi langues kalahari[4]:
    - Langues kxoe de l'est: shua et tshwa, parlées au Botswana au Zimbabwe.
    - Ts’ixa : parlé au Botswana.
    - Langues kxoe de l'ouest: groupes kxoe-ǁani et naro-ana. Ces langues sont parlées au Botswana et en Zambie.

## Histoire de la recherche
En 1912, Carl Meinhof voulait classifier le khoïkhoï (qu'il appelait « hottentot ») parmi ce qu'il appelait les « langues hamitiques ».
Joseph Greenberg réfuta cette idée en 1950. Il vit que les langues khoï formaient une famille assez proche. Il les classifia dans le même groupe que les autres langues à clics, et appela ce groupe les langues khoïsan.
Cependant, de nombreux spécialistes des langues d'Afrique n'acceptèrent jamais cette hypothèse des « langues khoïsan »; en fait, le seul véritable point commun de ces langues est de comporter des clics dans leur système phonologique. On en resta donc à savoir que les langues khoe forment une famille, sans savoir s'il y a aussi une famille plus large qui les englobe.
Dans la seconde moitié du XXe siècle, les linguistes découvrirent l'existence de la langue kwadi, qui à l'époque était encore parlée mais sur le point de disparaître. Ernst Oswald Johannes Westphal put encore recueillir quelques données sur cette langue.
Ces informations, certes limitées, permirent à Güldemann et Elderkin de démontrer que les langues khoe et le kwadi ont une origine commune.
Les mêmes auteurs ont émis l'hypothèse que la famille khoe-kwadi pourrait, quant à elle, avoir une origine commune avec le sandawe (une langue a priori isolée, parlée en Tanzanie). Ce n'est pour l'instant qu'une hypothèse, qui reste à démontrer ou à réfuter.

## Caractéristiques communes et histoire
Les langues khoe-kwadi utilisent des clics. Elles partagent cette caractéristique avec plusieurs autres langues et familles de langues en Afrique (et uniquement en Afrique), dont notamment le sandawe (avec lequel elles ont peut-être une origine commune, voir ci-dessus), ainsi que les langues kx'a et les langues tuu (qui sont parlées dans la même région les ont influencées au cours de leur histoire).
Les langues khoe-kwadi partagent également un certain nombre de caractéristiques grammaticales; ces caractéristiques les séparent des langues kx'a et tuu.
On a pu reconstituer certains éléments de la proto-langue dont les langues khoe-kwadi tirent leur origine. Concrètement, on connaît son système pronominal et une construction verbale. Il y a aussi environ 50 correspondances lexicales entre les deux branches de la famille.
Dans ce qui suit, selon la convention linguistique, les formes reconstituées sont marquées d'un astérisque, *.
Le système pronominal comportait non seulement les trois personnes (je, tu, il/elle) qu'on connaît par exemple en français, mais encore une quatrième, appelée « inclusive » et signifiant essentiellement « je et tu ». Ces personnes existaient chacune dans un nombre « minimal » (correspondant au singulier pour les trois premières et à « je et tu » pour l'inclusive), et un nombre « augmenté » (signifiant l'ajout d'autres personnes qui ne sont ni le locuteur ni l'auditeur: « je et d'autres », « vous », « ils/elles », « je et tu et d'autres »). Cependant, on n'a pas pu reconstituer de forme originelle pour la première personne augmentée et la personne inclusive augmentée.
|              | Minimal (~ « singulier »)          | Augmenté (~ « pluriel »)             |
| Inclusif     | *mu (« je et tu »)                 | ? (« je et tu et d'autres »)         |
| 1 (exclusif) | *ti ou *ta (« je »)                | ? (« je et d'autres »)               |
| 2            | *sa (« tu »)                       | *o ou u (« vous »)                   |
| 3 masculin   | *base-(?)-*voyelle avant (« il »)  | *base-(?)-*u (« ils »)               |
| 3 féminin    | *base-*(s)voyelle avant (« elle ») | *base-(?)-*voyelle avant (« elles ») |

(La base dans les pronoms de la troisième personne était un démonstratif *xa ou le substantif générique *kho signifiant « être humain ».)
Dans la langue d'origine, selon Güldemann et Fehn, il existait une construction hiérarchique liant deux verbes: la racine d'un verbe subordonné recevait un suffixe *-(a)Ra, puis suivait la racine du verbe principal.
Naturellement, les deux branches de la famille ont évolué séparément depuis. Au moins la branche khoe a été fortement influencée par les langues kx'a, parlées dans la même région.